# Bryocodia lepidula
Bryocodia lepidula är en fjärilsart som beskrevs av Augustus Radcliffe Grote 1874. Bryocodia lepidula ingår i släktet Bryocodia och familjen nattflyn. Inga underarter finns listade i Catalogue of Life.